# غلين وليامز (لاعب كرة قاعدة)
غلين وليامز (بالإنجليزية: Glenn Williams)‏ هو لاعب كرة قاعدة أسترالي، ولد في 18 يوليو 1977 في نيوساوث ويلز في أستراليا.

## وصلات خارجية
- غلين وليامز على موقعبيزبول رفرنس.كوم (الدوري الرئيسي) (الإنجليزية)
- غلين وليامز على موقع أوليمبيديا (الإنجليزية)